# Markus Reitsamer

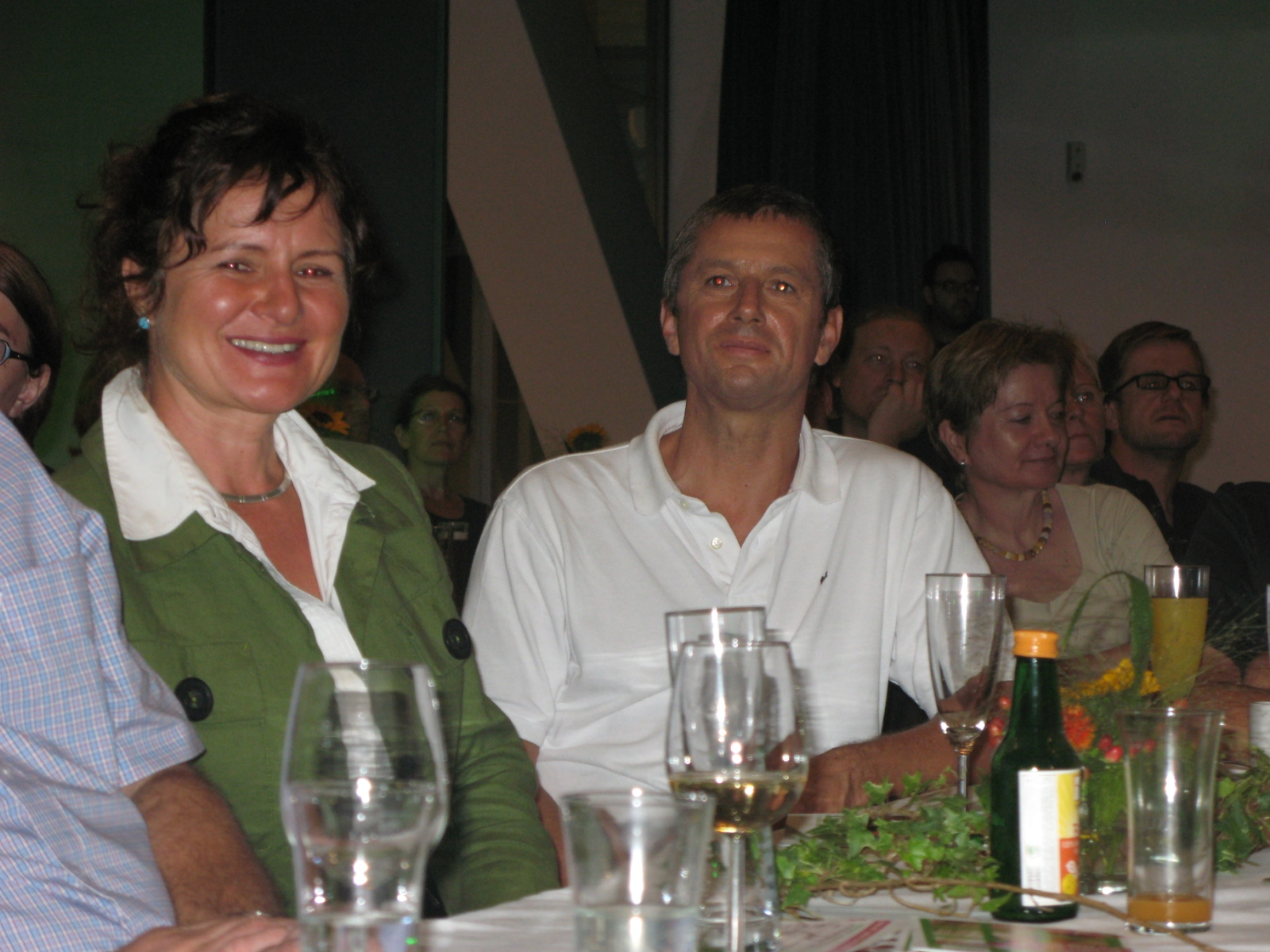
Markus Reitsamer (2009)

Markus Reitsamer (* 19. Jänner 1959 in Salzburg) ist ein oberösterreichischer Politiker (Grüne). Er war von 2009 bis 2015 Abgeordneter zum Oberösterreichischen Landtag.

## Ausbildung und Beruf
Reitsamer besuchte die Volksschule in Bad Ischl und absolvierte in der Folge das Bundesrealgymnasium in Bad Ischl, das er 1977 mit der Matura abschloss. Im Anschluss studierte Reitsamer von 1977 bis 1980 Biologie an der Universität Salzburg. Reitsamer besuchte Aus- und Weiterbildungen als Umwelt-Experte in der Gemeinde, absolvierte ein Trainingsseminar Energieberatung und  -management sowie den Lehrgang Mobilitätsmanagement. Zudem besuchte er die Katastrophenschutzseminare I und II des Oberösterreichischen Landes-Feuerwehrkommandos und absolvierte eine Spezialausbildung (Austrian Special Forces) beim Bundesheer.
Reitsamer ist beruflich als Sozialarbeiter mit Arbeits- und Wohnungslosen sowie als Jugendbetreuer in einer Privatschule tätig.

## Politik
Reitsamer war 1991 Mitbegründer der Bürgerinitiative Bad Ischl Spezial und vertrat diese von 1991 bis 2003 im Bad Ischler Gemeinderat. Von 2003 bis 2021 war er Obmann der grünen Fraktion im Gemeinderat, am 23. Oktober 2009 war er als Abgeordneter im Oberösterreichischen Landtag angelobt worden. Reitsamer war Bereichssprecher für Verkehr und Sicherheit.